# Đập hải ly

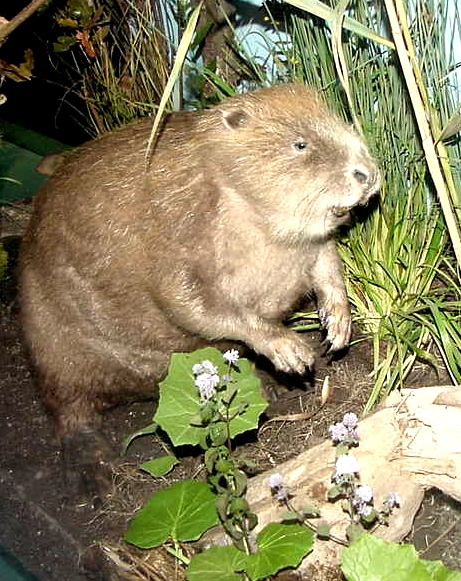

Đập hải ly là những con đập do hải ly xây dựng để cung cấp ao cũng như việc bảo vệ chống lại những kẻ săn mồi như chó sói và gấu, đồng thời tạo đường kiếm ăn dễ dàng trong mùa đông. Những cấu trúc này thay đổi môi trường tự nhiên theo cách mà hệ sinh thái tổng thể xây dựng dựa trên sự thay đổi, làm cho hải ly trở thành loài chủ chốt. Hải ly làm việc vào ban đêm và là những người xây dựng chăm chỉ, dùng bàn chân trước và hàm răng để mang theo gỗ, đá và bùn. Hải ly có thể xây dựng lại những chiếc đập sơ đẳng qua đêm, mặc dù chúng không thể bảo vệ chiếc đập thứ hai một cách mạnh mẽ.

## Cấu trúc

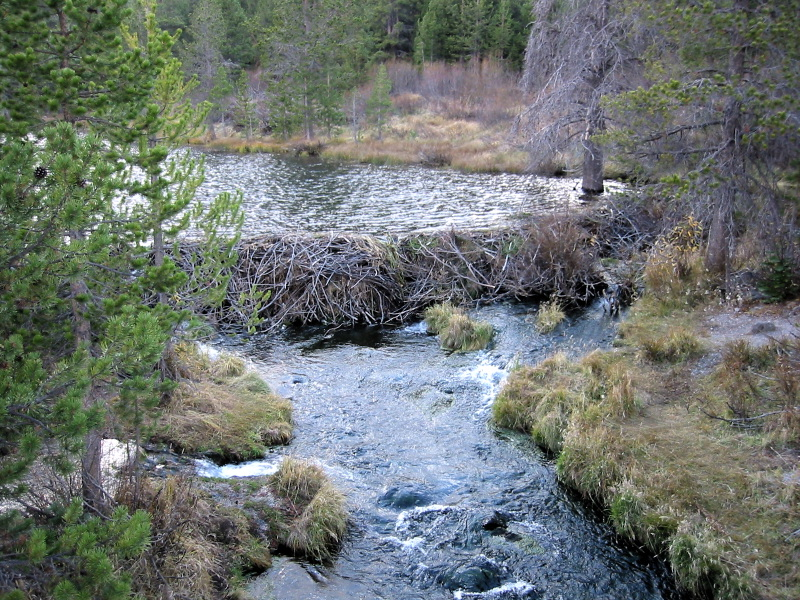
Đập hải ly ở Vườn quốc gia núi lửa Lassen.

Hải ly thường thay đổi loại đập được xây và cách chúng xây nó, tùy theo tốc độ của dòng nước trong suối. Nếu dòng nước chảy chậm thì chúng xây một con đập thẳng, còn nếu dòng nước chảy nhanh thì chúng xây đập có dạng uốn cong. Những đập tràn và lối dẫn đều được xây dẫn vào đập để cho phép lượng nước dư thừa rút hết mà không làm hỏng nó. Một khi đập có đủ diện tích ngập tới độ sâu thích hợp, tạo thành một hào nước bảo vệ hàng thú (thường có nhiều mẫu Anh), hải ly bắt đầu xây cấu trúc trên hàng thú.
Những cây có đường kính gần 90 xentimét (3,0 ft) có thể được sử dụng để xây đập, mặc dù mức trung bình từ 10 đến 30 cm. Chiều dài phụ thuộc vào đường kính của cây và kích thước của hải ly. Có những trường hợp ghi nhận hải ly đốn hạ những khúc gỗ cao 45 m và đường kính 115 cm. Hàm của hải ly rất khỏe khiến chúng có thể cắt một đoạn cây non 1.5 cm chỉ bằng một vết cắn.

### Kích thước cực đại
Những chiếc đập hải ly thường có độ dài từ vài mét đến 100 mét (330 ft). Con đập hải ly lớn nhất được biết tới nằm trong Vườn quốc gia Wood Buffalo ở Alberta, Canada với chiều dài 2.790 foot (850 m). Hình ảnh vệ tinh do NASA World Wind cung cấp cho thấy chiếc đập không tồn tại năm 1975 nhưng xuất hiện ở các bức hình sau đó. Nó có hai hoặc nhiều hơn hàng thú và là sự kết hợp của hai con đập gốc. Hình ảnh Google Earth cho thấy những con đập mới xây dựng sau đó có thể tham gia vào con đập chính và tăng chiều dài tổng thể từ 50 đến 100 mét trong thập niên tiếp theo. Một chiếc đập hải ly khác có chiều dài 2.139 foot (650 m), cao 14 foot (4,3 m) và dày 23 foot (7,0 m) được phát hiện tại căn cứ ở Three Forks, Montana.

### Sử dụng công cụ
Đây là quyền đòi hỏi bằng cách xây dựng đập, hải ly đang bày tỏ hành vi sử dụng công cụ. Tuy nhiên, định nghĩa của việc sử dụng công cụ của động vật đang gây nhiều tranh cãi. Chẳng hạn nó từng được kết luận giống như các tổ chim, đập hải ly quá lớn để động vật nhặt được và do đó không thể phân loại là một công cụ.

## Bị phá vỡ
Đập hải ly có thể bị phá vỡ; lũ lụt có thể gây thiệt hại về của lớn, và khi lũ lụt xảy ra gần nền đường xe lửa, nó có thể làm trật bánh xe bằng cách tẩy sạch rãnh sắt; hoặc khi một đập hải ly vỡ, lũ quét sẽ khiến làm quá tải đường cống. Những giải pháp truyền thống với vấn đề đập hải ly đã được tập trung vào bẫy và di dời tất cả hải ly trong khu vực. Trong lúc thỉnh thoảng đây là cách cần thiết, nó vẫn là một giải pháp ngắn hạn, vì quần thể hải ly đã có cuộc trở lại đáng chú ý tại Hoa Kỳ (sau khi gần tuyệt chủng vào thế kỉ 19) và có khả năng liên tục chiếm lại môi trường sống thích hợp.

## Lợi ích

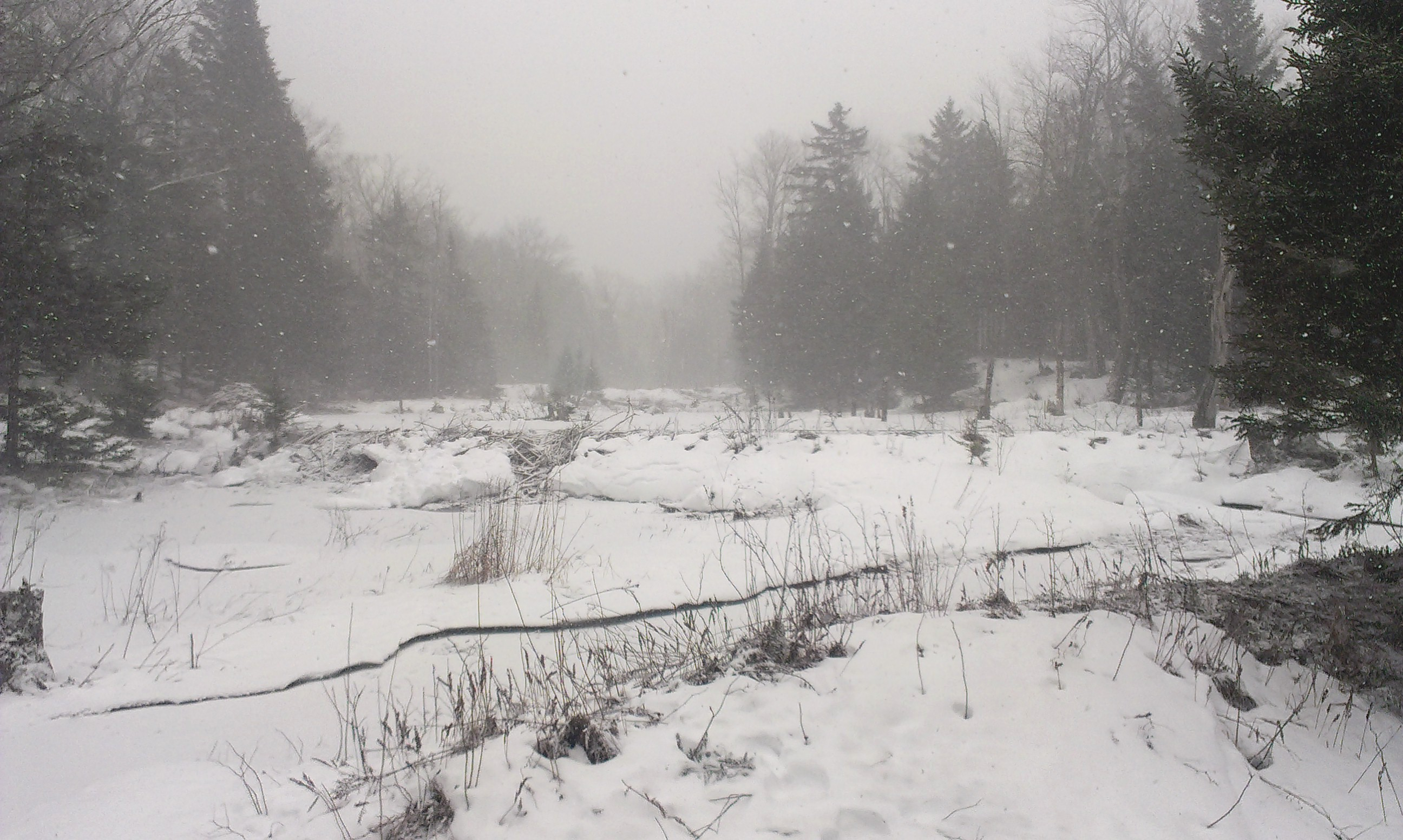
Đập hải ly vào mùa đông tại Mont Mégantic.

Đập hải ly có thể rất có ích trong việc khôi phục lại những vùng đất ngập nước. Những lợi ích về vùng đất ngập nước này bao gồm kiểm soát lũ ở hạ lưu, đa dạng sinh học (bằng cách cung cấp môi trường sống cho những loài hiếm cũng như phổ biến) và lọc sách nước, tất cả bởi sự phân hủy của những độc tố cũng như thuốc trừ sâu và sự lưu giữ phù sa bởi các con đập hải ly. Những lợi ích có thể là ngoại lệ lâu dài và ít chú ý, chẳng hạn như ai đó đang giám sát một lưu vực. Hầu hết những loài sắp tuyệt chủng và bị đe dọa ở Bắc Mỹ đều phụ thuộc vào những vùng đất ngập nước.
Năm 2012, một đánh giá tổng quan đã được tiến hành về những tác động của đập hải ly trên cá và môi trường sống của cá (ảnh hướng đến Bắc Mỹ (88%)). Việc di chuyển của cá gặp trở lại bởi các con đập, sự lắng đọng bùn của môi trường sống sinh sản và mức độ oxi thấp trong ao là những tác động tiêu cực thường trích dẫn. Những lợi ích (184) vẫn được trích dẫn nhiều hơn các chi phí (119).

### Cá hồi và cá hồi chấm
Những con đập hải ly và ao liên quan có thể cung cấp các ao nuôi cho cá hồi và cá hồi chấm. Một dấu hiệu ban đầu của việc này đã được nhìn thấy sau thỏa thuận năm 1818 giữa chính phủ Anh của Canada và chính phủ Mỹ cho phép người Mỹ tiến vào lưu vực sông Columbia. Cá hồi bỗng sụt giảm nhanh chóng trong những năm tiếp theo, mặc dù không có yếu tố nào liên quan đến sự suy giảm của lượng cá hồi còn lại vào thời điểm đó.

### Ếch
Những con đập hải ly được chứng minh là có ích cho quần thể ếch và cóc, rất có thể là do chúng cung cấp môi trường bảo vệ cho ấu trùng trưởng thành trong nước ấm và oxy hóa. Điều này rất quan trọng vì loại nước này tăng cường sự phát triển và tăng trưởng các ấu trùng ếch và cóc. Một nghiên cứu ở Alberta, Canada cho thấy "Những hầm bẫy trên ao hải ly bắt được những con ếch mới biến đổi hơn 5.7 lần, cóc tây hơn 29 lần và ếch hợp xướng Bắc hơn 24 lần, nhiều hơn so với dòng chảy tự do ở gần đó."